# Geoffrey Lewis
Geoffrey Bond Lewis (ur. 31 lipca 1935 w San Diego, zm. 7 kwietnia 2015 w Woodland Hills w dzielnicy Los Angeles) – amerykański aktor, scenarzysta i reżyser telewizyjny i filmowy. Był ojcem aktorki i piosenkarki Juliette Lewis.

## Życiorys

### Wczesne lata
Urodził się w San Diego jako syn Donalda Earla Lewis i Mary Josephine Lewis. Miał dwóch braci – Petera Toda i Grovera. Spędził dzieciństwo w Rhode Island. Potem wraz ze swoją rodziną przeprowadził się do Wrightwood, osady w Kalifornii. Kiedy miał 10 lat rozpoczął naukę w Victorville High School w Victorville. Przez dwa lata studiował teatr w San Bernardino Valley College. Dorabiał jako przewoźnik publiczny – kierowca ciężarówki, podejmował się też innych prac dorywczych. Uczył się aktorstwa w Neighborhood Playhouse School of the Theatre. Występował w Plymouth Theater w Massachusetts, a także na scenie off-Broadwayu (1972).

### Kariera
Swoją ekranową karierę rozpoczynał na początku lat 70. pojawiając się w westernach, takich jak Bydło Culpeppera (The Culpepper Cattle Co., 1972) z udziałem Billy’ego Greena Busha i Bo Hopkinsa, Banda (Bad Company, 1972) Roberta Bentona u boku Jeffa Bridgesa i Johna Savage’a, Nazywam się Nobody (Il mio nome è Nessuno, 1973) według scenariusza Sergia Leone z Terence Hillem, R.G. Armstrongiem i Henrym Fondą czy Mściciel (High Plains Drifter, 1973) Clinta Eastwooda. Z Eastwoodem współpracował potem wielokrotnie, między innymi przy takich dziełach, jak Piorun i Lekka Stopa (Thunderbolt and Lightfoot, 1974), Każdy sposób jest dobry (Every Which Way But Loose, 1978), Bronco Billy (1980), Różowy cadillac (Pink Cadillac, 1989) oraz Północ w ogrodzie dobra i zła (Midnight in the Garden of Good and Evil, 1997).
Jedne ze swoich najlepszych ról zagrał w filmach: Podwójne uderzenie (Double Impact, 1991) u boku Jean-Claude’a Van Damme’a, dramacie Mela Gibsona Człowiek bez twarzy (The Man Without a Face, 1993) jako szeryf Wayne Stark oraz Drzewo Jozuego (Joshua Tree, 1993) obok Dolpha Lundgrena. Oprócz tego Geoffrey Lewis zagrał w filmie Kosiarz umysłów (The Lawnmower Man, 1992) z Pierce’em Brosnanem i Jeffem Fahey, westernie Richarda Donnera Maverick (1994) czy horrorze Roba Zombie Bękarty diabła (The Devil’s Rejects, 2005).
Często pojawiał się także w gościnnych występach w serialach telewizyjnych: Bonanza, Barnaby Jones, MacGyver, Drużyna A, Zabójcze umysły, Dr House, Dowody zbrodni czy Z Archiwum X. Sporym sukcesem okazała się rola Earla Tuckera w miniserialu Flo (1980-81), za który zdobył nominację do Złotego Globu dla najlepszego aktora drugoplanowego.

## Życie prywatne
Był długoletnim członkiem Kościoła scjentologicznego.
5 października 1973 poślubił Glenis Kitty Duggan Batley, z którą rozwiódł się w 1975 r. Z tego związku ma syna Lightfielda (ur. 8 września 1970), który pojawił się w filmie Jerry Maguire (1996) z Tomem Cruise i serialu CBS CSI: Kryminalne zagadki Nowego Jorku (CSI: NY, 2010), popularną córkę – aktorkę i piosenkarkę Juliette (ur. 21 czerwca 1973), która zasłynęła z występu w filmach takich jak Przylądek strachu (Cape Fear, 1991) i Urodzeni mordercy (Natural Born Killers, 1994), oraz córkę Dierdre, która zagrała w filmach: W rytmie serca (Grace of My Heart, 1996), Idąc na całość (Destination Anywhere, 1997) obok Jona Bon Jovi i Syn Jezusa (Jesus' Son, 1999) z udziałem Billy’ego Crudupa.
Rok później (1976) ożenił się z Paulą Hochhalter. Jego dzieci to: Matthew, Miles, Peter, Brandy, Hannah i Emily Colombier.
Zmarł 7 kwietnia 2015 na zawał mięśnia sercowego w swoim domu w Woodland Hills w Kalifornii. Miał 79 lat.

## Filmy fabularne
- 1963: Gruby czarny kiciuś (The Fat Black Pussycat) jako mężczyzna w parku
- 1972: Banda (Bad Company) jako Hobbs
- 1972: Bydło Culpeppera (The Culpepper Cattle Co.) jako Russ
- 1973: Mściciel (High Plains Drifter) jako Stacey Bridges
- 1973: Dillinger jako Harry Pierpont
- 1973: Nazywam się Nobody (Il mio nome è Nessuno) jako lider dzikiej bandy
- 1974: Piorun i Lekka Stopa (Thunderbolt and Lightfoot) jako Eddie Goody
- 1975: Uśmiech (Smile) jako Wilson
- 1975: Wielki Waldo Pepper (The Great Waldo Pepper) jako Newt
- 1975: Szczęściara (Lucky Lady) jako kapitan. Mosely
- 1975: Wiatr i Lew (The Wind And The Lion) jako Gummere
- 1978: Każdy sposób jest dobry[26] jako Orville Boggs
- 1980: Tom Horn jako Walter Stoll
- 1980: Wrota niebios (Heaven’s Gate) jako Trapper Fred
- 1980: Bronco Billy jako John Arlington
- 1982: Brutalna gra (I, the Jury) jako Joe Butler
- 1983: Za dziesięć minut północ[27] jako Dave Dante, adwokat Stacy’ego
- 1984: Noc komety (Night of the Comet) jako Carter
- 1989: Tango i Cash (Tango & Cash) jako kapitan Schroeder
- 1989: Fletch żyje (Fletch Lives) jako KKK Leader
- 1989: Różowy cadillac (Pink Cadillac) jako Ricky Z
- 1991: Podwójne uderzenie (Double Impact) jako Frank Avery
- 1992: Kosiarz umysłów (The Lawnmower Man) jako Terry McKeen
- 1993: Tylko dla najlepszych (Only The Strong) jako Kerrigan
- 1993: Drzewo Jozuego (Joshua Tree) jako szeryf Cepeda
- 1993: Człowiek bez twarzy (The Man Without a Face) jako szeryf Wayne Stark
- 1993: Kryptonim Nina (Point of no Return) jako właściciel apteki
- 1994: Maverick jako Matthew Wicker
- 1997: Północ w ogrodzie dobra i zła[28] jako Luther Driggers
- 2000: Desperaci (The Way of the Gun) jako Abner Mercer
- 2005: Bękarty diabła (The Devil’s Rejects)

## Seriale TV
- 1970: Bonanza jako Rogers Martin
- 1971: Mannix jako Ernest
- 1972: Mission: Impossible jako prokurator / Kaye Lusk
- 1972: Gunsmoke jako Lafitte Bonner
- 1972: Cannon jako James Bancroft / George
- 1973: Kung Fu jako Johnson
- 1973: The Mod Squad jako Tracy
- 1973: Barnaby Jones jako szeryf Otis Dale
- 1974: The Waltons (Waltonowie) jako Elwood Dobbs
- 1975: Sierżant Anderson (Police Woman) jako Gates / Vern Spear
- 1975: Harry O jako senator John Elton
- 1975: Ulice San Francisco (The Streets of San Francisco) jako Harris
- 1975: Starsky i Hutch (Starsky and Hutch) jako Monk
- 1976: Rekruci (The Rookies) jako Ritchie
- 1976: McCloud jako Andy Kline
- 1976: Domek na prerii (Little House on the Prairie) jako Sam Galender
- 1976: Sierżant Anderson (Police Woman)
- 1977: Lou Grant jako szeryf
- 1977: Hawaii Five-O jako komandor Chris Nolan
- 1977: Barnaby Jones jako Earl
- 1978: Mork i Mindy (Mork & Mindy) jako zastępca Tilwick
- 1980: Lou Grant jako Jim Lawrence
- 1980: Barnaby Jones jako Waldon 'Wally' Gannus
- 1983: Domek na prerii (Little House on the Prairie) jako Cole Younger
- 1984: Magnum (Magnum, P.I.) jako Lloyd DeWitt
- 1984: Falcon Crest jako Lucas Crosby
- 1984: Drużyna A (The A-Team) jako Kale Sykes
- 1984: Autostrada do nieba (Highway to Heaven) jako Honest Eddy
- 1985: Strach na wróble i Pani King[29] jako Peter Sacker
- 1985: Drużyna A (The A-Team) jako pułkownik Mack Stoddard
- 1986: Niesamowite historie (Amazing Stories) jako Dan
- 1986: Magnum (Magnum, P.I.) jako Gus Zimmer / Donald Gilbert
- 1987: Napisała: Morderstwo (Murder, She Wrote) jako Lester Grinshaw
- 1987: Projektantki (Designing Women) jako dr Davis Jackson
- 1987: MacGyver jako David Crane
- 1988: Matlock jako Mickey Morrison
- 1988: Napisała: Morderstwo (Murder, She Wrote) jako Kenny Oakes
- 1989: Paradise, znaczy raj (Paradise) jako pułkownik Jack Russell
- 1990: Napisała: Morderstwo (Murder, She Wrote) jako Hank Crenshaw
- 1994: Strażnik Teksasu (Walker, Texas Ranger) jako szeryf Beau Langley
- 1996: Napisała: Morderstwo (Murder, She Wrote) jako Roger Yates
- 1999: Z Archiwum X (The X-Files) jako Alfred Fellig
- 2003: Jezioro marzeń (Dawson’s Creek) jako wujek Bill Braxton
- 2003: Bez skazy (Nip/Tuck) jako dr Marcus Grayson
- 2004: Dowody zbrodni (Cold Case) jako Nathan 'Jonesy' Jones
- 2004: Prawo i porządek: Zbrodniczy zamiar[30] jako Butch
- 2006: Na imię mi Earl (My Name Is Earl) jako Tato Gwen
- 2006: Zabójcze umysły (Criminal Minds) jako Koroner
- 2007: Dr House (Dr. House) jako starszy mężczyzna